# Harry van der Laan (voetballer)
Harry van der Laan (Gouda, 24 februari 1964) is een voormalig Nederlands profvoetballer, die zijn loopbaan begon bij het Goudse ONA. Na een verhuizing speelde hij bij Olympia, waar hij als jeugdspeler doordrong tot de hoofdmacht.
Van der Laan wilde hogerop en verruilde Olympia voor het Rijswijkse RVC. In 1988 werd hij gescout door trainer Co Adriaanse van FC Den Haag, die Van der Laan driemaal zag scoren tegen DHC. RVC won dit streekduel met 4-1, maar Van der Laan werd uit het veld gestuurd wegens natrappen. Bij ADO/Den Haag ontpopte Van der Laan zich als goaltjesdief. Na twee succesvolle seizoenen werd hij aangetrokken door Feyenoord. Van der Laan keerde na een jaar reeds terug naar FC Den Haag en kwam daarna uit voor Dordrecht'90, Cambuur en FC Den Bosch. In 2001 werd hij ontslagen vanwege bezuinigingen. Hij speelde nog enkele duels bij Olympia, maar het amateurvoetbal kon hem niet bekoren. Ook een uitstapje naar het Italiaanse AS Viterbese Calcio leverde niets op.
In 2005 werd Van der Laan aangesteld als assistent-trainer bij FC Dordrecht. Met ingang van het seizoen 2012/13 is hij spitsentrainer bij FC Den Bosch, sinds 2021 is hij voetbalanalist bij Rijnmond Sport. 

## Erelijst
- Feyenoord, Winnaar KNVB Beker seizoen 1990/1991
- Cambuur/Leeuwarden, Topscorer Eerste divisie seizoen 1997/1998 (29 goals)
- FC Den Bosch, Topscorer Eerste divisie seizoen 1998/1999 (30 goals)